# Hypothecla astyla
Hypothecla astyla är en fjärilsart som beskrevs av Felder 1862. Hypothecla astyla ingår i släktet Hypothecla och familjen juvelvingar. Inga underarter finns listade i Catalogue of Life.

## Bildgalleri

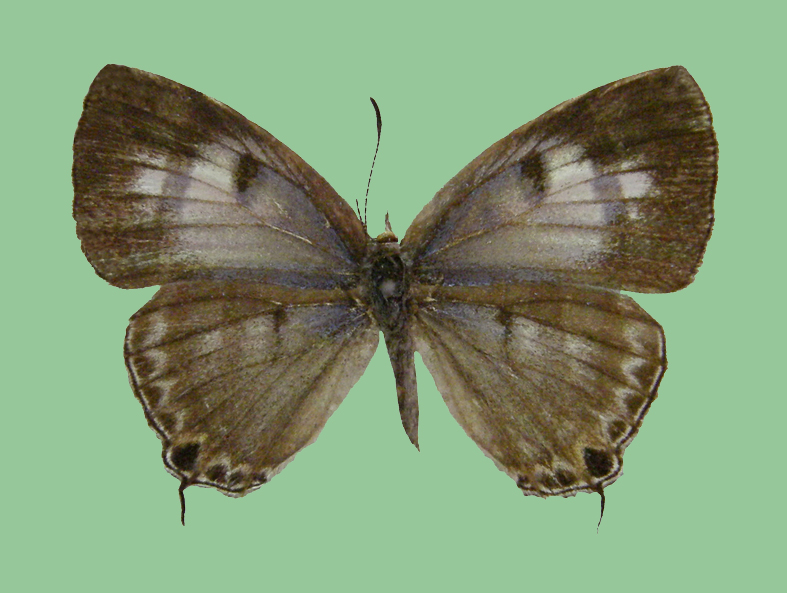
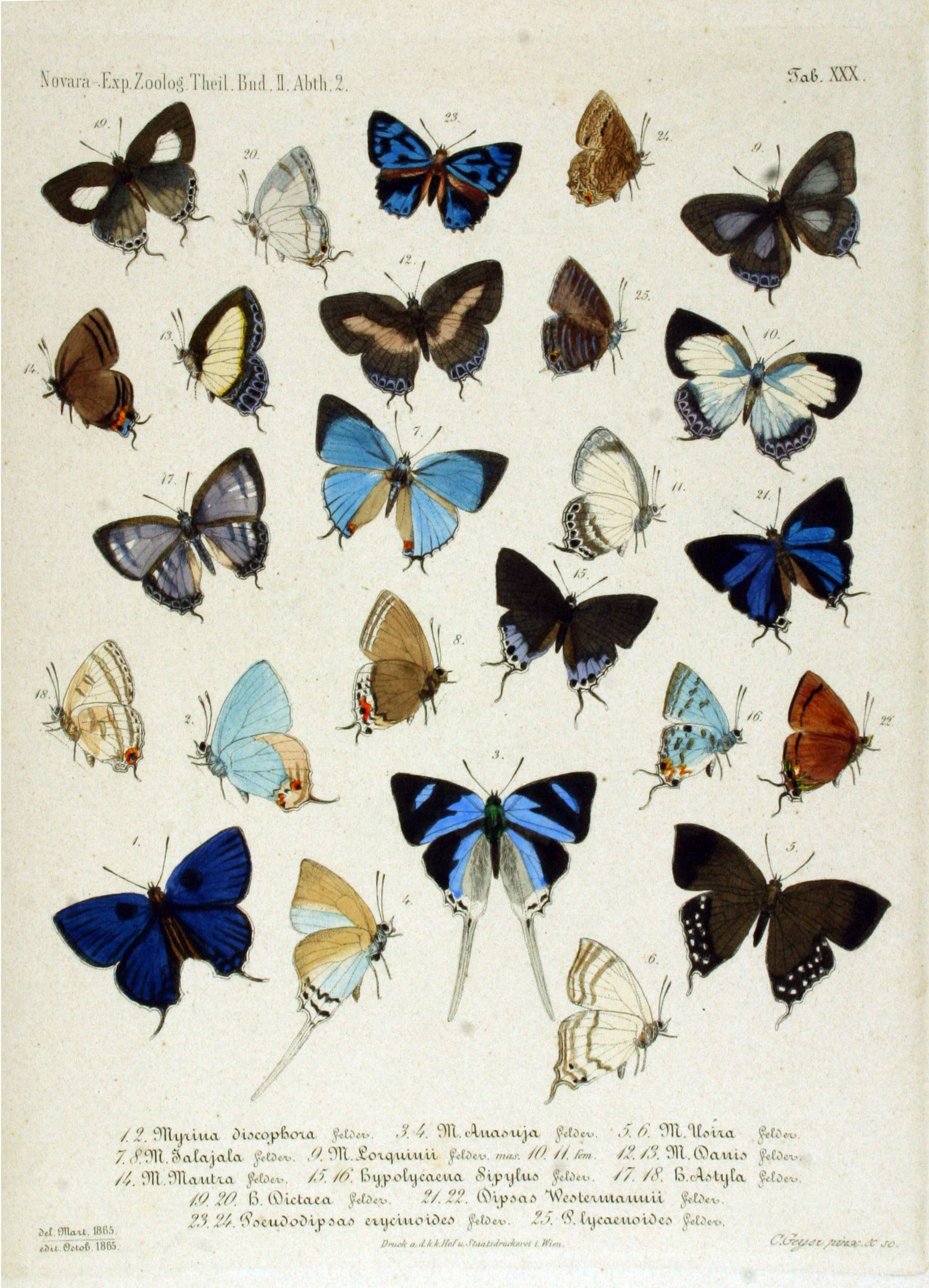